# Kobylka zpěvavá

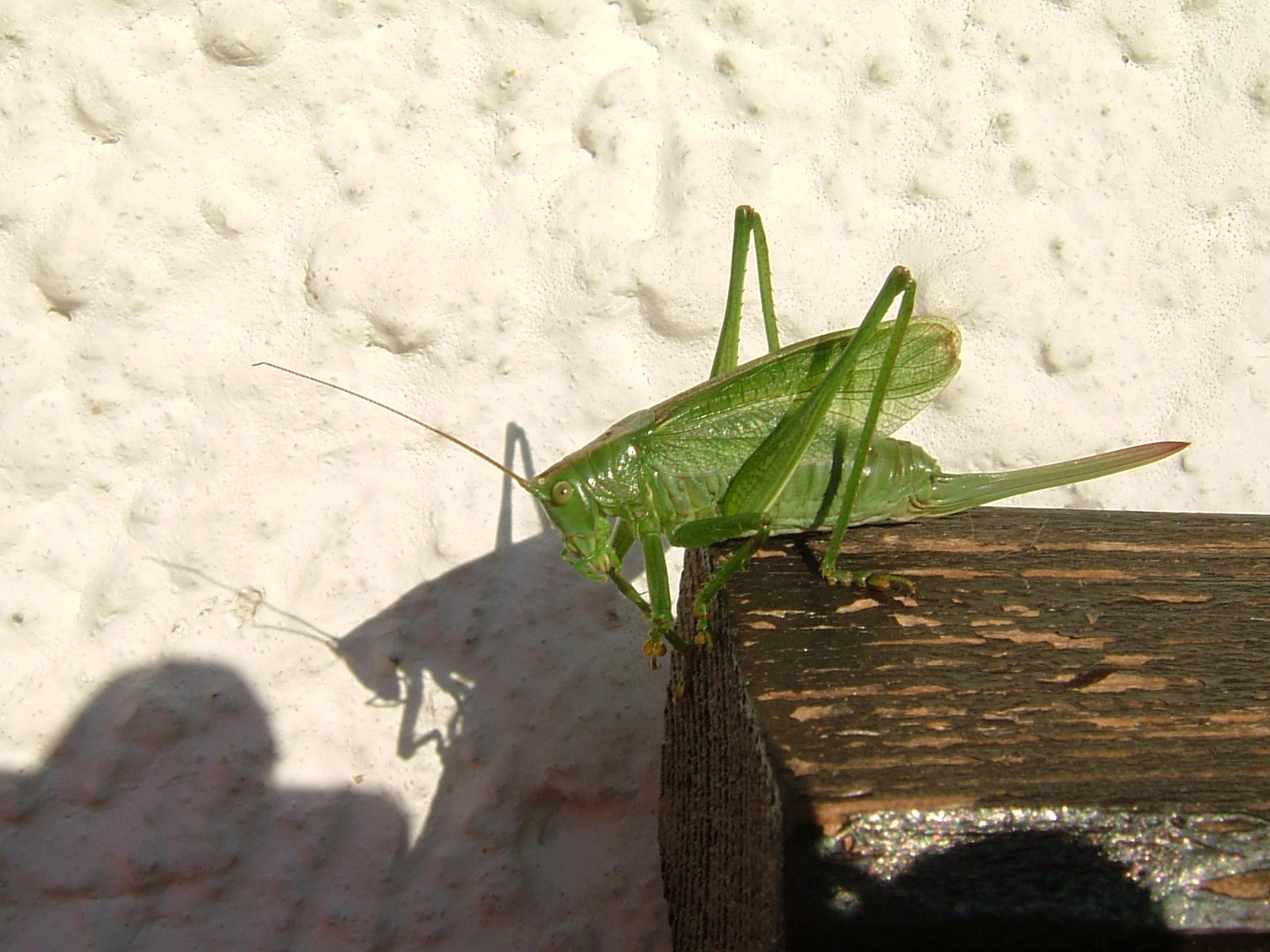
Samice kobylky zpěvavé

Kobylka zpěvavá (Tettigonia cantans) patří mezi největší druhy kobylek střední Evropy. Samci dorůstají délky až 30 mm, samice až 35 mm. Tento druh je charakteristický zeleným zbarvením s podélnou hnědou kresbou na hřbetě. Samice mají výrazně prodloužený kladélkový orgán, který přesahuje délku jejich křídel. Dospělci se objevují od poloviny července do října.

## Biotop
Kobylka zpěvavá obývá především vlhká stanoviště, ale lze ji nalézt i na suchých loukách. Tento druh není příliš náročný na prostředí a vyskytuje se v kulturní krajině, například na zahradách, obilných polích, ve vysokých bylinách nebo podél slunných cest. Typickým znakem je zpěv ve výšce 2–5 metrů nad zemí.

## Rozšíření
Kobylka zpěvavá je rozšířena ve střední a severní Evropě, včetně České republiky. V naší krajině se vyskytuje převážně v nižších a středních polohách. Ve vyšších nadmořských výškách, zejména v horských oblastech, je méně častá, ale lze ji najít až do nadmořské výšky kolem 800–1000 metrů. Preferuje vlhčí stanoviště, jako jsou okraje lesů, louky a pastviny, ale v teplejších oblastech se může objevit i na stepích nebo suchých stráních.

## Chování
Na rozdíl od své příbuzné, kobylky zelené (Tettigonia viridissima), kobylka zpěvavá téměř nelétá. Zpívá od poledne až do noci. Její zpěv je hlasitý, slyšitelný až na 50 metrů, a tvoří jej několikasekundové strofy s lehce stoupající intonací. Zpěv večer přechází do nepřerušovaného tónu. Tento druh je převážně masožravý, živí se hmyzem, ale příležitostně také rostlinnou stravou. Samice klade vajíčka do vlhkého půdního substrátu.